# 1080
1080 (MLXXX) je bilo prestopno leto, ki se je po julijanskem koledarju začelo na sredo.

## Dogodki

### Investiturni boj
- 27. januar - Bitka pri Flarchheimu: nemški protikralj in zaupnik papeža Gregorja VII. vojvoda Rudolf Rheinfeldški iz zasede napade vojsko nemškega kralja Henrika IV.. Kljub izgubam, predvsem med češkimi podporniki, ki jih vodi vojvoda Vratislav II., se Henriku uspe umakniti na varno.
- junij - Na sinodah v Bambergu in Brixenu kralj Henrik IV. odstavi papeža Gregorja VII. in imenuje Giberta, nadškofa Ravenne za (proti)papeža Klemna III.
- 14. oktober - Bitka na reki Elster: odločujoči spopad med kraljem Henrikom IV. in protikraljem Rudolfom Rheinfeldškim. Henrik IV. je v veliko slabšem položaju in je bitko na neugodnem terenu izgubil ter komaj pobegnil. Toda nakonjena mu je bila sreča: v bitki je smrtno ranjen njegov glavni politični nasprotnik Rudolf Rheinfeldški, kar je kljub popolnemu vojaškemu porazu za Henrika pomenilo veliko politično zmago.
- Po izgubi pomembnega zaveznika Rudolfa Rheinfeldškega papež Gregor VII. še drugič izobči Henrika IV.
- oktober - Bitka pri Volti Mantovani: nekaj cesarjevih langobardskih podpornikov premaga vojsko toskanske markize Matilde, ki nadzoruje vse pomembnejše prehode čez Apenine na jug Italije in s tem dostop do Rima.
- december - Upor meščanov Lucce, takrat sedeža toskanske marke v fevdalni lasti markize Matilde. Meščani izženejo škofa, njenega podpornika.
- Papež Gregor VII. napiše pismo za Viljema I. Angleškega, v katerem od njega zahteva, da mu prizna primat nad imenovanji škofov in verskimi zadevami nasploh ter priseže vazalno zvestobo. Viljem ga zavrne in mu ne pusti, da bi se vmešaval v notranje zadeve Anglije in Normandije. Proti Viljemu je papež nemočen. 1081 ↔
- Gregor VII. odstavi škofa Reimsa Manaseja I., ki mu očita simonijo. Gregorijanske reforme so v nekaterih delih Francije izjemno nepriljubljene. Mnogi francoski kleriki imajo dolžnost celibata in prepoved porok za neznosen in nerazumen ukrep. Naposled prevlada Gregorjeva linija.

### Viljem Osvajalec
- 12. april - Po posredovanju kraljice Matilde Flandrijske, matere in soproge, se strasti med Vilijemom in njegovim najstarejšim sinom Robertom Curthosom pomirijo. Robert dobi od Viljema zagotovilo, da je še vedno prvi dedič.
- 14. maj - Umor northumbrijskega grofa Walcherja: Northumbrijci, opogumljeni zaradi nereda, ki so ga povzročili plenilski pohodi Škotov, umorijo anglonormanskega northumbrijskega grofa Walcherja, ki je hkrati opravljal škofovsko službo v Durhamu. Po mnenju sodobnikov je bil pošten, toda nesposoben za vladanje in je svoje viteze pogosto nevedoma pustil, da so nekaznovano plenili po okolici in se izživljali nad podložniki, za povrhu vsega niti ni bil zmožen zaustaviti plenilske ekspedicije Škotov.
- Kralj Viljem v odziv na umor grofa in škofa Walcherja napoti svojega brata in prav tako škofa Oda iz Bayeuxa v Northumbrijo. Ta med plenjenjem in ustrahovanjem počisti z zadnjimi ostanki anglodanskega nižjega plemstva in tudi lokalno oblast popolnoma podredil normanski.
- Medtem ko se Odo mudi s plenjenjem po Northumbriji, Viljem napoti svojega najstarejšega sina Roberta Curthosa na kazensko ekspedicijo proti škotskemu kralju Malcolma III., ki hitro kapitulira. Spotoma nazaj Robert ukaže gradnju gradu Newcastle, ki je kasneje dal ime bližnjemu naselju.
- 25. december - Kralj Viljem z družino obhaja božič v Gloucestrju.

### Ostalo
- Umrlega danskega kralja Haralda III. Hena nasledi njegov brat Knut IV.
- Kastiljski kralj Alfonz VI. ukaže zamenjati mozarabski mašniški obred z rimskim.
- Mezzogiorno: upor italonormanskih plemičev proti vojvodi Robertu Giscardu. Godfrej, grof Conversana poskusi z obleganjem mesta Orie v Apuliji. Ko izve, da se mu bliža Guiscard, pobegne kljub številčni premoči. Istega leta umre Godfrejev brat in sozarotnik Robert, grof Montescagliosa.
- Seldžuška plemena vpadejo v Gruzijo, ki ji vlada Jurij II. iz dinastije Bagratov, plenijo naselja, se naseljujejo v rodovitnih ravninah in Gruzince preženejo v gore. Jurij II. si kupi mir v zameno za letni tribut pri sultanu Malik Šahu I., kar pa ima zgolj omejen učinek, saj se Seldžuki iz utrdb na jugu Gruzije ne umaknejo. Nomadska seldžuška plemena rodovitna polja spremenijo v pašnike.
- Dinastija Song: Shen Kuo, eden od reformatorjev Wang Anshijevega kroga, dobi cesarjevo privolitev za obračun s cesarstvom Zahodno Xio, ki je nenehno vpadalo v severne province Kitajske pod Songi. V tem in naslednjem letu z uničenjem nekaterih obmejnih mest Zahodne Xie razširi tamponski pas.
- Dinastija Song: cesar Shenzong povabi na Kitajsko več kot 10.000 muslimanskih konjenikov iz Bukhare (današnji Uzbekistan), ki jih uporabi za zaščito severne meje s cesarstvom Liao.
- Almoravidski sultan Jusuf ibn Tašfin osvoji mesto Tangier in utrdbo Badis.

## Rojstva
- Adelard iz Batha, angleški učenjak, prevajalec  († 1150)
- Bernard Mariborski, mejni grof Podravske krajine iz rodu Spanheimov († 1147)
- Harald Kesja, danski protikralj († 1135)
- Honorij Avgustodunen, francoski teolog († 1151)
- Leon I. Kilikijski, armenski knez († 1410)
- Matilda Škotska, angleška kraljica, soproga Henrika I. († 1118)
- Owain ap Gruffydd, valižanski princ, vladar kraljevine Gwynedd († 1170)
- Svatopluk Olomuški, češki vojvoda († 1109)
- Norbert Xantenški, nadškof, svetnik, ustanovitelj premonstratencev († 1134)
- Tereza Portugalska, grofica, regentinja († 1130)

## Smrti
- 26. januar - Amadej II., savojski grof (* 1050)
- 17. april - Harald III. Hen, danski kralj (* 1041)
- 14. maj - Walcher, northumbrijski grof in škof Durhama
- 5. julij - Ísleifur Gissurarson, islandski škof (* 1006)
- 15. oktober - Rudolf Rheinfeldški, švabski vojvoda, nemški protikralj (* 1025)
- Haršavarman III., kmerski kralj
- Robert, grof Montescagliosa, italonormanski upornik